# Metopius turcestanicus
Metopius turcestanicus är en stekelart som beskrevs av Clement 1930. Metopius turcestanicus ingår i släktet Metopius och familjen brokparasitsteklar. Inga underarter finns listade i Catalogue of Life.